# Paravilla splendida
Paravilla splendida är en tvåvingeart som beskrevs av Hall 1981. Paravilla splendida ingår i släktet Paravilla och familjen svävflugor. Inga underarter finns listade i Catalogue of Life.